# Lamballe-Armor
Lamballe-Armor es una comuna nueva francesa situada en el departamento de Costas de Armor, de la región de Bretaña.

## Historia
Fue creada el 1 de enero de 2019, en aplicación de una resolución del prefecto de Costas de Armor de 31 de octubre de 2018 con la unión de las comunas de Lamballe, Meslin, Morieux y Planguenoual, pasando a estar el ayuntamiento en la antigua comuna de Lamballe.

## Demografía
Según los datos aportados en la resolución del prefecto de Costas de Armor, la comuna se crea con 17 182 habitantes.

## Composición
| Comuna fusionada | Código INSEE | Población (2014) | Superficie (km²) | Densidad (hab./km²) |
| ---------------- | ------------ | ---------------- | ---------------- | ------------------- |
| Lamballe         | 22093        | 12323            | 76.29            | 162                 |
| Meslin           | 22151        | 981              | 13.92            | 70                  |
| Morieux          | 22154        | 973              | 7.55             | 129                 |
| Planguenoual     | 22173        | 2184             | 32.89            | 66                  |